# Freßgass
Freßgass ist die Bezeichnung der Frankfurter Bevölkerung und ansässiger Medien für den Straßenzug Kalbächer Gasse und Große Bockenheimer Straße zwischen Opernplatz und Börsenstraße in Frankfurt am Main. Seit 1977 heißt sie auch offiziell so. Damals wurde sie zur dritten Fußgängerzone Frankfurts (nach der Neuen Kräme und der Zeil) umgestaltet.
Ein breiter, gepflasterter und von Platanen bestandener Flanierstreifen in der Mitte wird auf beiden Seiten von einem weißen Marmorstreifen abgegrenzt. Bis dahin dürfen sich die Restaurants mit ihren Tischen und die Geschäfte mit ihren Sonderangeboten ausbreiten. Ein tiefgelegter Brunnen wurde 1977 bei der Neugestaltung angelegt. Bis 1944 befand sich hier das Säuplätzi, das seinen Namen vom mittelalterlichen „Sauborn“ erhielt, der im 17. Jahrhundert verfüllt und durch den Kaiserbrunnen ersetzt wurde. Der Sauborn ist ein Zeugnis dafür, dass es im Mittelalter und noch in der frühen Neuzeit durchaus üblich war, mitten in der Stadt Schweine zu halten.

## Name
Der Name entstand um 1900, weil es in dem rund 200 Meter langen Straßenzug eine besonders hohe Konzentration von Metzgereien, Bäckereien und Delikatessengeschäften neben alteingesessenen Speiselokalen gab. Die Freßgass war der „Bauch“ des Frankfurter Westends in der Vorkriegszeit, als dort noch das noble Bürgertum wohnte. Die sparsame Baronin Mathilde von Rothschild ließ hier ihre Champignons, wie überliefert wird, ohne „Dutt“ (Tüte) abwiegen.

## Geschichte

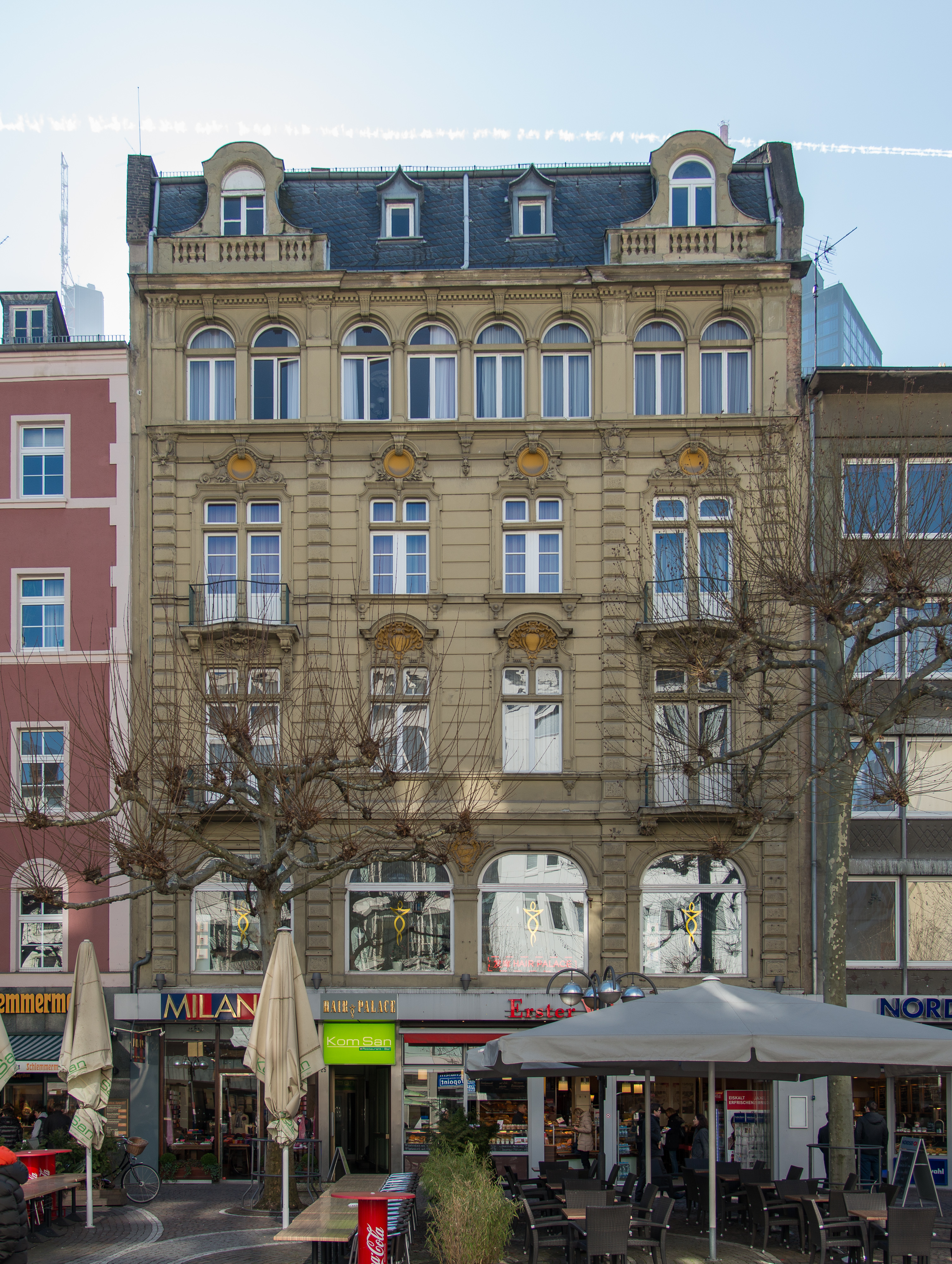
Gründerzeitliche Architektur an der Freßgass (Große Bockenheimer Straße 25, vor dem Umzug auf die Zeil Sitz von M. Schneider)

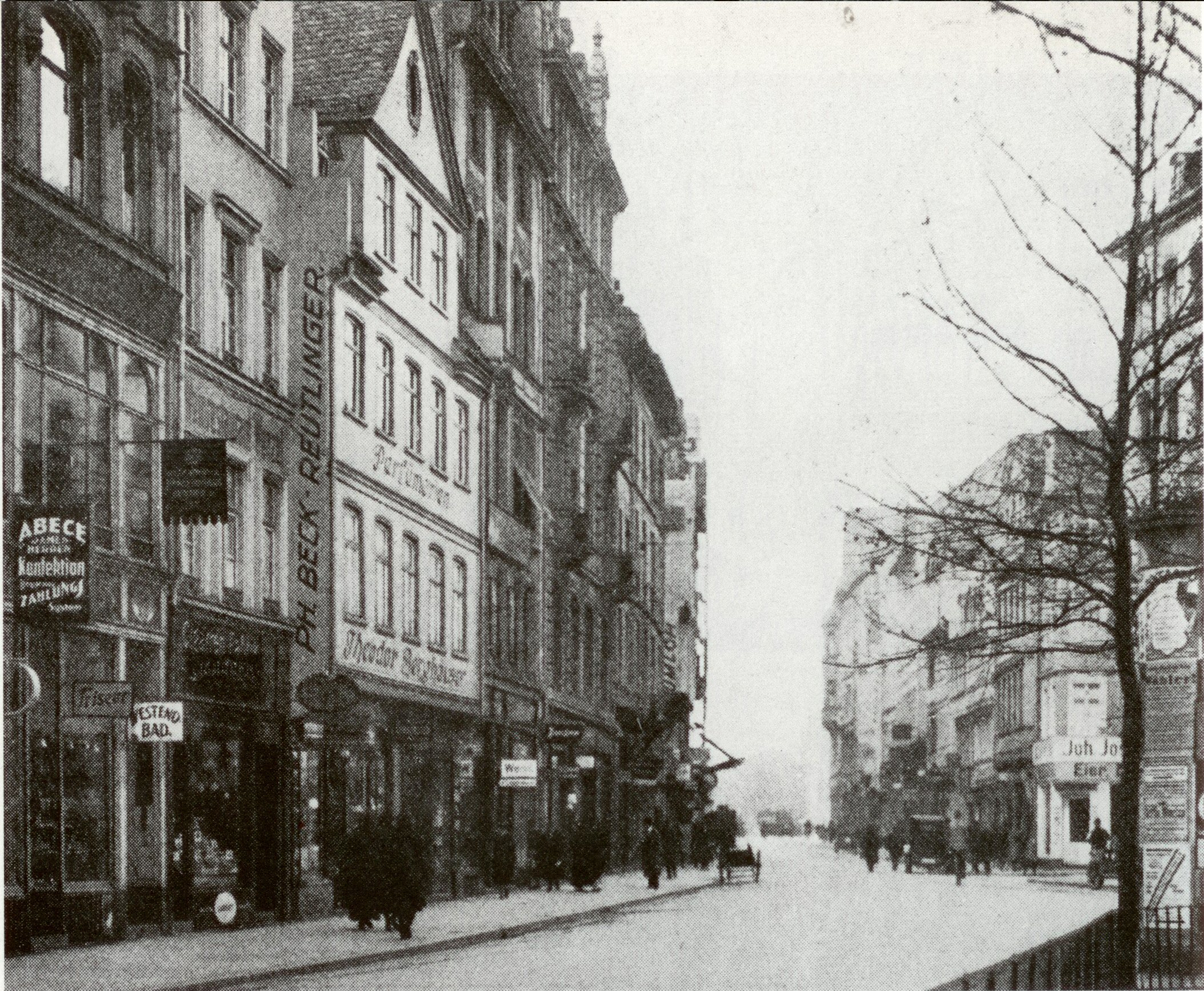
Die Freßgass um 1900. Blick vom Säuplätzi in Richtung Opernplatz

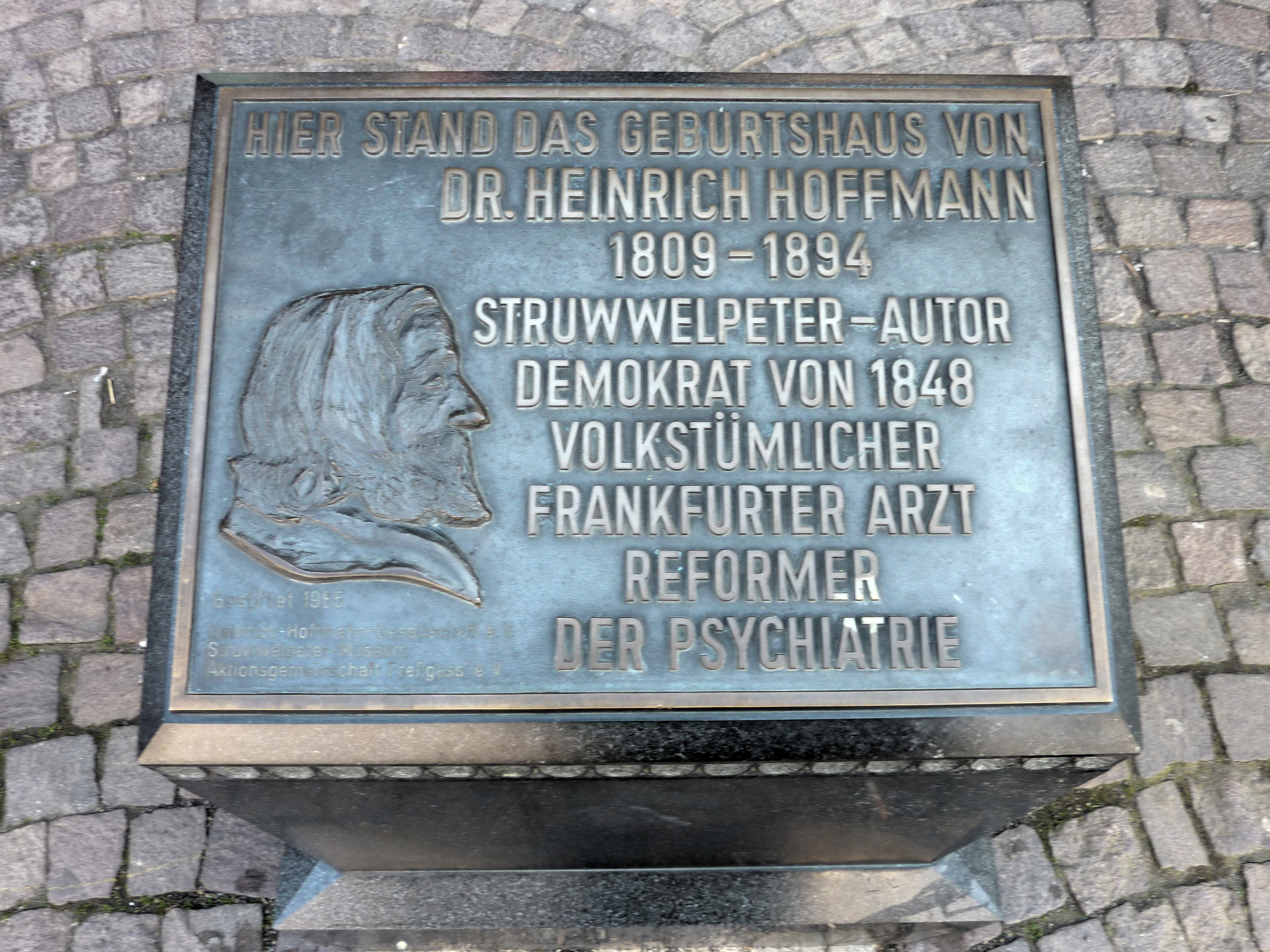
Gedenktafel an der Stelle des Geburtshauses von Heinrich Hoffmann, gelegen östlich des Säuplätzi

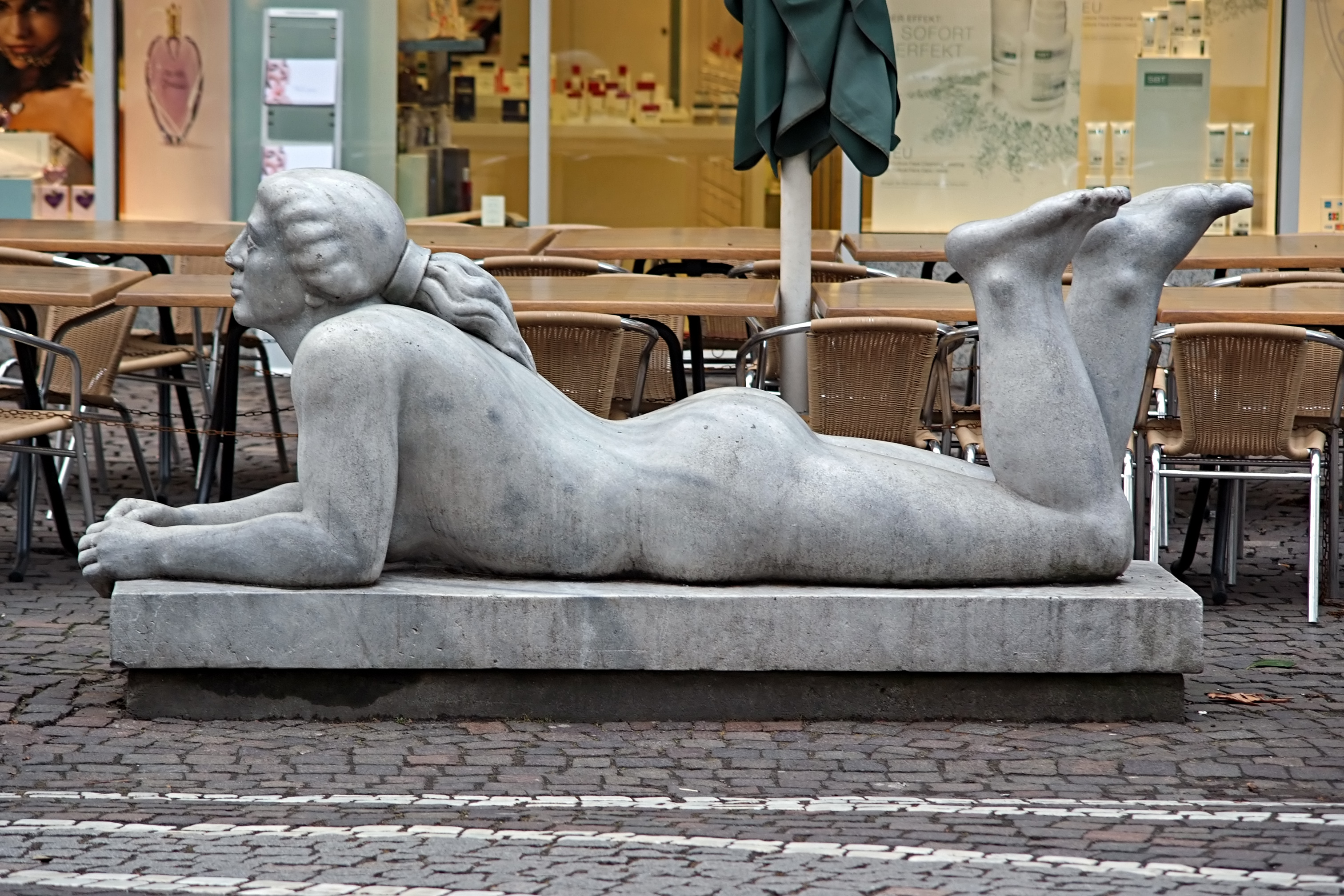
Skulptur Große Liegende von Willi Schmidt in der Freßgass

Die Freßgass liegt im Stadtteil Innenstadt, der bis zum Zweiten Weltkrieg als Neustadt bezeichnet wurde. Die Neustadt entstand nach der 1333 von Kaiser Ludwig dem Bayern genehmigten Stadterweiterung, als die zuvor außerhalb der dichtbesiedelten Altstadt gelegene Fläche mit einer Stadtmauer eingefriedet wurde. Bis ins 19. Jahrhundert blieb die Neustadt ein relativ dünn besiedeltes, vorwiegend von Handwerker und Kleinbürgern bewohntes Areal, dessen Häuser weitaus kleiner und weniger prächtig waren als die Bürgerhäuser der Altstadt.
Der Straßenzug Kalbächer Gasse/Große Bockenheimer Gasse war (neben der Großen Gallusgasse) eine der beiden Ausfallstraßen, die den früher bedeutendsten Platz der Neustadt, den Roßmarkt (heute Rathenauplatz), mit den beiden westlichen Stadttoren, dem Galgentor und dem Bockenheimer Tor, verbanden. Deshalb siedelten sich entlang der Gasse schon früh Gasthäuser, Herbergsbetriebe und Brauereien an. Von Ende September bis Mitte Oktober 1790 wohnte Wolfgang Amadeus Mozart im Backhaus (Kalbächer Gasse 10). Er war zur Krönung Kaiser Leopolds II. nach Frankfurt gekommen und dirigierte am 15. Oktober 1790 ein großes Konzert mit eigenen Werken im nahegelegenen Stadttheater. Die Brauerei Zu den drei Hasen an der Ecke Kalbächer Gasse/Rathenauplatz war aufgrund ihrer günstigen Lage vis-à-vis des Stadttheaters eine der beliebtesten Gastwirtschaften des alten Frankfurt. 1906 wurde das alte Gebäude abgerissen und ein repräsentativer Gründerzeitbau errichtet. Nach der Kriegszerstörung 1944 durch die Luftangriffe auf Frankfurt am Main wurde es zunächst vereinfacht wiederaufgebaut und Anfang des 21. Jahrhunderts durch einen Neubau unter Einbeziehung der erhaltenen Teile der Gründerzeitfassade ersetzt.
Nach den Kriegszerstörungen durch die Luftangriffe plante man, in Frankfurt eine autogerechte Stadt zu schaffen. Deshalb wurden 1952 bis 1956 alle Gebäude an der Nordseite der Freßgass niedergelegt und die Straße um acht auf 32 Meter, am Säuplätzi sogar auf 40 Meter verbreitert. Auf diese Weise sollte eine großzügige Straßenverbindung zwischen Westend und Innenstadt entstehen.
Das Konzept bewährte sich jedoch nicht, schon Anfang der 1960er Jahre erstickte die Innenstadt im Autoverkehr. 1969 bis 1977 war die Freßgass wegen der Baugrube für den S-Bahn-Tunnel zwischen Hauptbahnhof und Hauptwache gänzlich unpassierbar. Nach Abschluss der Bauarbeiten entstand die Freßgass in der heutigen Form als Flaniermeile. Über die Biebergasse ist sie mit der Einkaufsstraße Zeil verbunden und somit Teil einer Fußgängerzone, die von der Alten Oper bis zur Konstablerwache bzw. bis zum Römerberg reicht. Eine Skulptur Große Liegende (1972) von Willi Schmidt (im Volksmund Fett Gret geheißen) und ein Brunnen von Inge Hagner (aufgestellt 1977) sind künstlerische Merkmale der Gasse.

## Gegenwärtige Situation

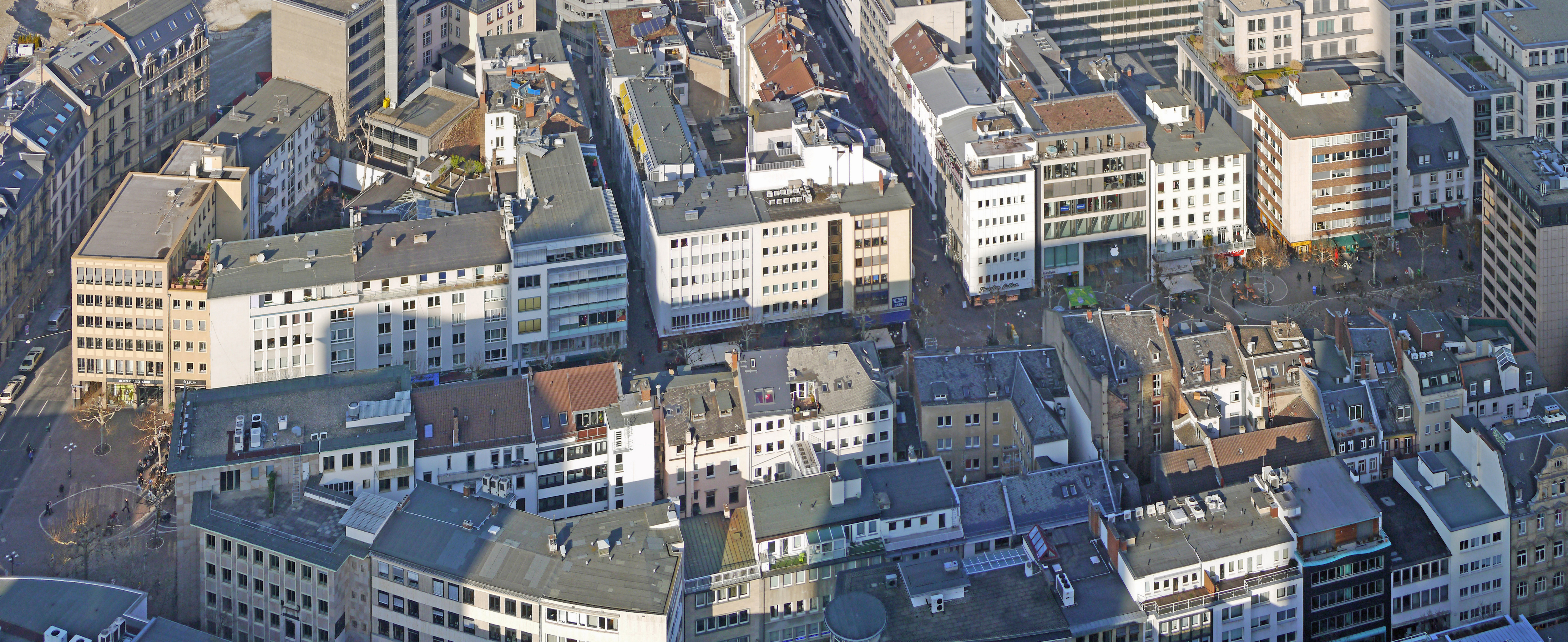
2013 vom Maintower gesehen

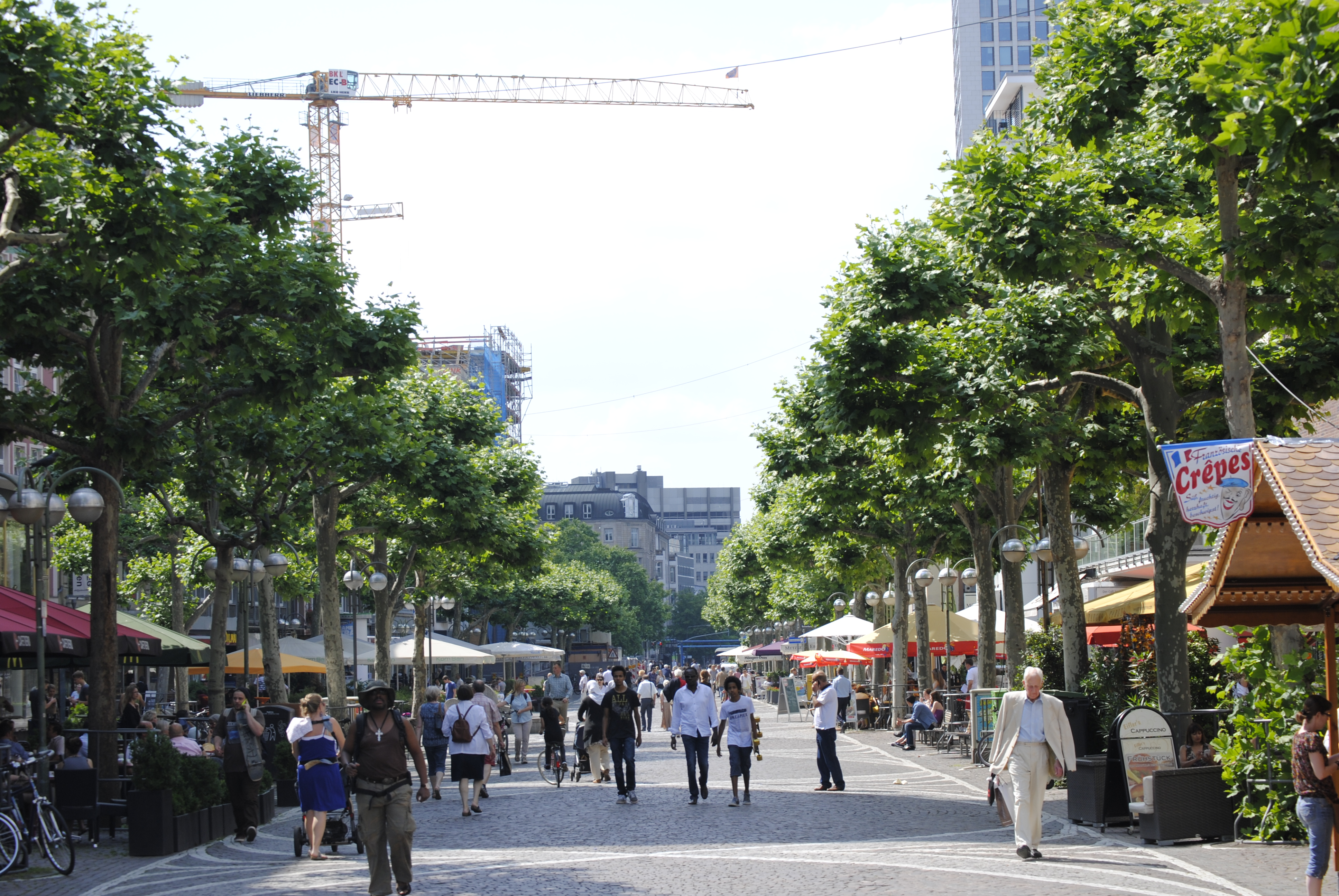
Blick in die Freßgass

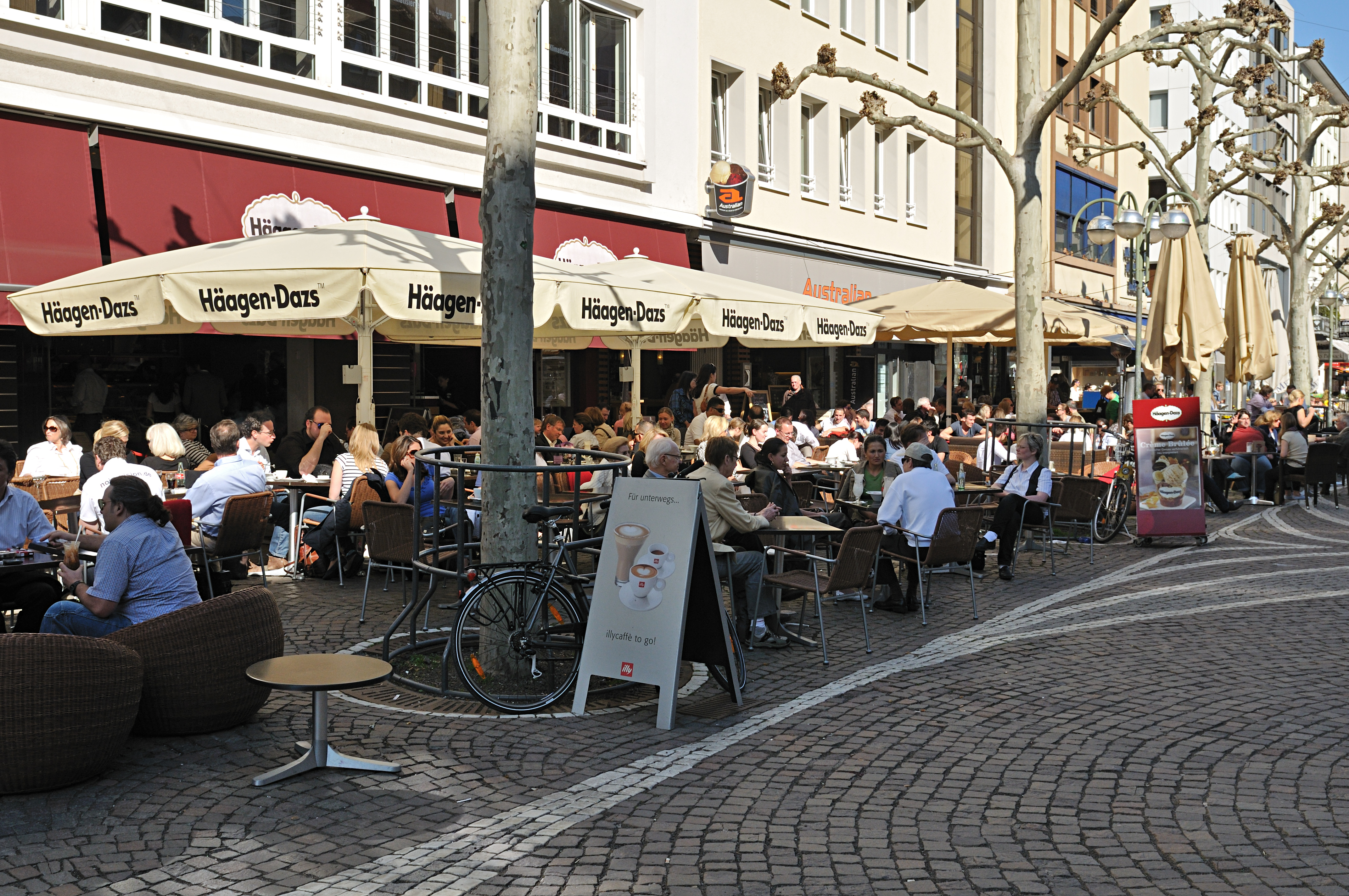
Straßencafés in der Großen Bockenheimer Straße

Die Ladenmieten in der Freßgass sind mit die höchsten in Frankfurt, die Preise der zu erwerbenden Güter dementsprechend hoch. Laut Frankfurter Rundschau (vom 16. Mai 2006) beträgt die Miete bis zu 185 Euro pro Quadratmeter für Einzelhändler. In unmittelbarer Nähe zur Freßgass befinden sich die Frankfurter Wertpapierbörse und die Alte Oper.
Heute gilt die Freßgass als eine kulinarische Straßenmeile. Dicht an dicht drängen sich hier Feinkostläden, Cafés, Bars und Restaurants. Das Freßgass-Fest, das Weinfest und das Opernplatz-Fest bieten zudem in regelmäßigen Abständen weitere Veranstaltungen für den Gaumen in diesem Straßenzug. Das seit 1977 alljährlich im Spätsommer veranstaltete Weinfest (offiziell: Rheingauer Weinmarkt) zählt jährlich etwa rund 400.000 Gäste. Dort präsentieren Weingüter aus Rheingau und Rheinhessen rund 600 Weine und Sekte.
Die Regeln für Nutzung, bauliche und andere gestalterische Möglichkeiten sind in einer „Fressgassatzung“ (so lautet die Rechtschreibung im städtischen Dokument von 1979) als Vorschriftenkatalog niedergelegt, der ein einheitliches und harmonisches Erscheinungsbild des Quartiers unterstützen soll.
Die Freßgass grenzt an die Straßen Hochstraße, Kleine Hochstraße, Kaiserhofstraße, Meisengasse, Börsenstraße und Goethestraße.